# Neiba
Neiba, auch bekannt als Neyba, ist eine Stadt in der Dominikanischen Republik. Sie ist der Hauptort der Provinz Baoruco und hat 21.063 Einwohner (Zensus 2010) in der städtischen Siedlung. In der Gemeinde Neiba leben 36.511 Einwohner. Sie befindet sich in der südwestlichen Region des Landes nahe der Grenze zu Haiti.

## Gliederung
Neiba besteht aus zwei Bezirken:
- Neiba
- El Palmar

## Geschichte
Gegründet 1546 als Dorf aus einer Rinderfarm an der Westseite, wurde es Jahre später entvölkert und 1735 neu gegründet, als es neu besiedelt wurde.
Am 13. März 1844 kam es in der Gemeinde zu einer Konfrontation zwischen haitianischen und dominikanischen Truppen in der sogenannten Schlacht der Bluttaufe, die in der heutigen Gemeinde Galván stattfand.
Ein Gesetz des Nationalkongresses von 1942 erhob Neyba zur Hauptstadt Provinz Bahoruco.

## Wirtschaft
Die Wirtschaft der Gemeinde ist von der Landwirtschaft geprägt.